# ريقوتة
الريقوتة هي جبنة تونسية طازجة طرية، تُنتج بشكل أساسي في مدينة باجة. قريبًا في خصائصه من جبن الريكوتا الإيطالية ويُحضَّر من مصل اللبن الناتج من أغنام من سلالة صقلية - سردينية.

## الإنتاج والاستخدام
يُسخن مصل اللبن عند درجة حرارة 80-90 °م لتخثير البروتينات (الألبومينات والغلوبيولينات)، ثم تُصفى الكتلة الناتجة في سلال قش تقليدية صغيرة، أو قطعة قماش نظيفة، أو وعاء مثقوب مصنوع من البلاستيك أو المعدن. الكائنات الدقيقة الرئيسية المسؤولة عن التخمير هي: المكورات اللبنية (Lactococcus lactis) والمكورات المعوية البرازية (Enterococcus faecalis).
تُستخدم الريقوتا أيضًا كأساس للعديد من المستحضرات والأطباق في المطبخ التونسي.